# Allium fasciculatum
Allium fasciculatum — вид рослин з родини амарилісових (Amaryllidaceae); поширений в Індії (Гімалаї), Бутані, Непалі, пд.-сх. Тибеті, пд.-сх. Цінхаї, зх. Сичуані (Китай).

## Опис
Коріння бульбочкове, коротке, товсте. Цибулина поодинока або скупчена, циліндрична; оболонка блідо-коричнева, волокниста. Листки лінійні, як правило, довші від стеблини, 2–5 мм завширшки. Стеблина (5)15–40 см, циліндрична, вкрита листовими піхвами на 1/4–2/5 довжини. Зонтик кулястий. Оцвітина біла; сегменти ланцетні, 4.5–6 × 1.4–2.2 мм, основа зазвичай розширена, округла, верхівка загострена або нерівно 2-лопатева.

## Поширення
Поширення: Індія (Гімалаї), Бутан, Непал, південно-східний Тибет, південно-східний Цінхай, західний Сичуань (Китай).
Цей вид росте на надзвичайно великих висотах по всій Гімалаях. Трапляється на луках, у піщаному чи кам'янистому ґрунті та на скелях і схилах; 3600–4900 м.